# 毛利広漢
毛利 広漢（もうり ひろくに）は、長州藩一門家老である阿川毛利家の7代当主。

## 生涯
享保7年（1722年）、長州藩主毛利家一門、阿川毛利広規の長男として生まれる。藩主毛利宗広の偏諱「広」の字を授かる。寛保2年（1742年）、父の死去により家督を相続する。藩主毛利宗広、重就に仕え、加判役（家老）を務めた。宝暦元年（1751年）に藩主宗広が没し、長府藩から藩主として重就を迎える。重就の世子を定めるにあたり、実子を後継者にしたい重就と、先代宗広の遺言として有馬純峯（毛利重広）を養子に迎えたい広漢ら一門家老が対立する。重就が折れて、純峯を藩主世子として迎えることとなる。
宝暦3年（1753年）、領内に郷校時習館を創設して学問を奨励した。宝暦4年（1754年）、対立していた藩主重就に処罰され、隠居して家督を嫡男の就禎に譲る。
宝暦9年（1759年）死去。享年38。